# Relations entre la Géorgie et la Jordanie
Les relations entre la Géorgie et la Jordanie sont les relations bilatérales entre la Géorgie (Caucase) et le Royaume hachémite de Jordanie (Moyen-Orient). Les relations diplomatiques entre les deux pays ont été établies en 1994. La Géorgie maintient une ambassade à Amman et l'ambassadeur actuel est Zaza Kandelaki.

## Histoire
Les relations diplomatiques entre la Géorgie et la Jordanie sont établies le 6 avril 1994 entre le chef d'État géorgien Edouard Chevardnadzé et le roi Hussein de Jordanie. Depuis, les deux pays ont développé des relations économiques proches, notamment depuis le service de Salomé Zourabichvili comme ministre des Affaires étrangères de Géorgie, qui fait ouvrir une ambassade géorgienne à Amman en 2004. En 2007, le président géorgien Mikheïl Saakachvili visite la Jordanie durant le Forum économique mondial et annonce une visite future du roi Abdullah II de Jordanie en Géorgie, une visite qui ne se matérialise toutefois pas. Un accord commercial est néanmoins signé entre les deux gouvernements en avril 2010, suivi d'un accord de coopération dans la défense civile en novembre 2011.
Depuis le changement du gouvernement géorgien en 2012 et l'arrivée au pouvoir à Tbilissi du Rêve géorgien, les relations économiques entre Amman et Tbilissi se sont approfondies. Tandis qu'une délégation commerciale jordanienne visite la Géorgie en mars 2016, la compagnie aérienne Air Arabia Jordan lance des vols directs entre les deux capitales le 28 avril 2017. Quelques semaines plus tard, le premier ministre géorgien Guiorgui Kvirikachvili rencontre le roi Abdullah II et annonce la suppression du régime de visa pour les citoyens jordaniens visitant la Géorgie, une déclaration accompagnée d'une signature sur un accord pour le développement du tourisme bilatéral. En septembre 2017, les ministres des Affaires étrangères Mikheïl Djanelidzé et Ayman Al Safadi se rencontrent à New York et annoncent l'intérêt de la Commission d'investissement de Jordanie sur le marché géorgien. Le gouvernement géorgien a cité l'approfondissement des relations bilatérales comme l'une de ses premières priorités diplomatiques.
En février 2002, le Service de Sécurité géorgien arrête un citoyen jordanien suspecté de former des groupes militaires dans la vallée de Pankissi pour combattre l'armée russe en Tchétchénie. Tandis que la Russie réclame alors son extradition, la Géorgie déporte le Jordanien vers son pays. En 2007, la Jordanie est l'un des pays qui participe dans les exercices militaires du Partenariat pour la paix de l'OTAN en Géorgie. Tbilissi a déclaré en 2016 soutenir les efforts du gouvernement jordanien contre la violence extremiste. Un Groupe d'amitié Géorgie-Jordanie existe auprès de l'Assemblée nationale, mené par le Sénateur Musa al Maaita et le Représentant Atef Kawar.

### Question des séparatistes
Tandis que la Jordanie reconnaît l'intégrité territoriale de la Géorgie face aux séparatistes d'Abkhazie et d'Ossétie du Sud, des observateurs jordaniens non-identifiés participent aux élections présidentielles d'Ossétie du Sud de novembre 2006. À la suite de la guerre russo-géorgienne de 2008, la Jordania contribue 430 tonnes d'aide humanitaire aux réfugiés géorgiens. 
Toutefois, des tensions diplomatiques se déroulent à la suite de la visite d'une délégation commerciale abkhaze en Jordanie en novembre 2017, incluant une rencontre avec Atef Tarawneh, président de la Chambre des représentants de Jordanie. En février 2018, le président du Parlement géorgien Irakli Kobakhidzé visite la Jordanie pour rencontrer son homologue et discuter de la situation, mais trois députés jordaniens visitent à leur tour l'Abkhazie un mois plus tard et rencontrent le dirigeant séparatiste abkhaze Raoul Khadjimba, une visite financée par l'International Fund Apsny, un fonds abkhaze partiellement financé par la Russie. Éventuellement, Atef Tarawneh rédige une lettre dans laquelle il affirme la reconnaissance de l'intégrité territoriale de la Géorgie par Amman et se distance de la visite des trois députés. En avril 2019, Faisal Al-Fayez, président du Sénat jordanien, se rend en Géorgie, rencontre la présidente Salomé Zourabichvili et visite Khourvaleti, un village dans la zone de conflit entre la Géorgie et l'Ossétie du Sud, et réitère le support jordanien envers la Géorgie.

## Représentation diplomatique
La Géorgie a ouvert son ambassade à Amman en 2004. En plus de la Jordanie, cette ambassade couvre les relations diplomatiques de la Géorgie avec le Liban et l'Iraq. Depuis 2004, les ambassadeurs de Géorgie en Jordanie sont :
- 2004 - 2009 : Catherine Maiering-Mikadzé ;
- 2009 - 2013 : Zourab Eristavi ;
- 2014 - 2018 : Gregori Tabatadzé ;
- Depuis le 25 octobre 2018 : Zaza Kandelaki.

La Jordanie est représentée en Géorgie par son ambassade à Bakou (Azerbaïdjan). Depuis 2015, l'ambassadeur jordanien à Bakou est Nassar I. Habashneh.